# Mollisia dextrinospora
Mollisia dextrinospora är en svampart som beskrevs av Korf 1980. Mollisia dextrinospora ingår i släktet Mollisia och familjen Dermateaceae.   Inga underarter finns listade i Catalogue of Life.